# Champs-sur-Tarentaine-Marchal

Champs-sur-Tarentaine-Marchal este o comună în departamentul Cantal, Franța. În 1 ianuarie 2022 avea o populație de 1.028 de locuitori.